# Cerodontha geniculata
Cerodontha geniculata este o specie de muște din genul Cerodontha, familia Agromyzidae. A fost descrisă pentru prima dată de Fallen în anul 1823. Conform Catalogue of Life specia Cerodontha geniculata nu are subspecii cunoscute.